# 高橋幸八郎
高橋 幸八郎 （たかはし こうはちろう、1912年6月1日 - 1982年7月21日）は、日本の歴史学者。専門は西洋経済史・フランス史。

## 経歴
福井県今立郡河和田村（現在の鯖江市河和田町）の地主の家に生まれる。1929年、第一高等学校文科甲類に進学し、1932年に卒業。同年、東京帝国大学文学部西洋史学科入学。同期入学に林健太郎、秀村欣二らがいる。1935年に卒業し、大学院に進学する。東京市立上野中学校教諭等を経て、1941年に京城帝国大学助教授に任じられる。1947年東京大学社会科学研究所赴任。1950年5月に助教授、1952年6月に教授となる。その間、1952年から1953年にフランス政府招聘客員教授も務めた。1973年に退任し、名誉教授となる。
また、1943年12月に、家名の八郎右衛門を襲名する。

## 人物
卒業論文「英仏協商の展開（1904-1906年）」では国際関係史を主題に選び実証的な研究を行うが、のちに理論的な側面に関心を強め、社会経済史へと方向を転回していく。
マルク・ブロックやジョルジュ・ルフェーヴルと手紙を通じて親交を深め、とりわけ後者からは長きに渡って薫陶を受ける。
英語圏で展開された「封建制から資本主義への移行論争（ドッブ・スウィージー論争）」において日本の経済史家の立場から論陣を張り、イギリス史の大塚久雄と並んで戦後歴史学の立役者とされる。
後半生は国際歴史学会理事、土地制度史学会代表理事などを務め、歴史家相互の対話促進や後進の育成に尽力した。

## 主な著作
- 『近代社会成立史論』（日本評論社、1947年）
- 『市民革命の構造』（御茶の水書房、1950年）
- 『近代化の比較史的研究』（岩波書店、1983年）

### 共編著
- （大塚久雄・松田智雄）『西洋経済史講座——封建制から資本主義への移行（全5巻）』（岩波書店、1960〜62年）

### 共訳書
- ジョルジュ・ルフェーブル『一七八九年 フランス革命序論』（岩波書店、1975年／岩波文庫、1998年）、柴田三千雄・遅塚忠躬と